# Флаг Будённовска
Флаг города Будённовска — один из официальных символов упразднённого городского поселения город Будённовск Ставропольского края России
Утверждён 28 ноября 2003 года решением Думы города Будённовска № 157 и внесён в Государственный геральдический регистр Российской Федерации с присвоением регистрационного номера 7717.
Решением Думы города Будённовска от 25 июня 2010 года № 83, в связи с изменением статуса муниципального образования города Будённовска с городского округа на городское поселение, предыдущее решение признано утратившим силу и утверждено новое Положение о флаге муниципального образования города Будённовска.

## Описание и обоснование символики
В рассечённом сине-красном полотнище — серебряный лапчатый крест с золотым сиянием, исходящим из перекрестья в четырёх направлениях.— Решение Думы города Будённовска от 25 июня 2010 года № 83 «О флаге города Будённовска»
Красный цвет символизирует: право, силу, мужество, достоинство, величие, власть, преданность, справедливость, смелость и великодушие.
Синий цвет — красоту, мягкость, славу, честь, верность, искренность, истину, добродетель.
Серебряный четырёхконечный крест — «трилистник», концы креста образуют три полукруга (листья клевера) символа Троицы и выражают идею воскрешения Христа. Между концами креста — золотое сияние, символ славы. Крест — это оружие против врагов, скипетр власти, венец красоты, твердыня веры, ключ к небесному царствию. Три цвета — это цвета государственного флага России.
Серебро — символ простоты, совершенства, мудрости, благородства, мира, взаимосотрудничества.
Золото — символ солнечного света, богатства, великодушия, прочности, силы, интеллекта, высшей ценности.

## История

### Флаг 1998 года
Первый флаг города Будённовска был составлен на основе герба, исполненного художником В. Я. Грибачёвым и утверждённого решением городской Думы 16 ноября 1998 года. На официальном сайте муниципального образования города Будённовска приводилось такое его описание: «Флаг города Будённовска представляет собой прямоугольник, составляющий пропорцию 1:1,5, золотисто-охристого цвета с оттенком крона жёлтого, символизирующий колорит степей Ставрополья. В центре флага герб города».

### Флаг 2003 года
В 2003 году принятые Думой герб и флаг рассмотрели эксперты Геральдической палаты Конгресса муниципальных образований Российской Федерации и признали их не соответствующими предъявляемым требованиям, поскольку они содержали такие нарушения, как, например, использование государственной символики, указание даты основания города и его названия.
При участии Геральдической палаты разработаны новые проекты символики города Будённовска, автором которых стал московский художник В. П. Лысенко. Исполненный им флаг воспроизводил композицию герба и имел следующее описание: «Флаг города Будённовска представляет собой прямоугольное полотнище соотношением сторон 2:3, рассечённое червлёным и лазурным цветом по вертикали с изображением серебряного лапчатого креста с золотым сиянием».
16 октября 2003 года герб и флаг Будённовска были одобрены решением Экспертного совета Геральдической палаты Конгресса муниципальных образований Российской Федерации и 28 ноября 2003 года утверждены городской Думой в качестве официальных символов городского округа.
В 2010 году городской округ город Будённовск был преобразован в городское поселение.
25 июня 2010 Дума города Будённовска утвердила новое Положение о флаге. Описание флага при этом не изменилось.
2 июля 2012 года флаг города Будённовска внесён в Государственный геральдический регистр Российской Федерации под номером 7717.
16 марта 2020 года городское поселение город Будённовск было упразднено при преобразовании Будённовского муниципального района в Будённовский муниципальный округ.